# 隴海線
隴海線（ろうかいせん）は、中華人民共和国江蘇省連雲港市と甘粛省蘭州市を連絡する中国国鉄の鉄道路線。全長は1,759km。華中を東西に貫く重要幹線であると共に、太平洋沿岸の連雲港から大西洋沿岸のオランダロッテルダムまで至る新ユーラシア・ランドブリッジの主要路線でもある。

## 歴史
1904年（光緒30年）に京漢線鄭州駅より、東は開封（汴）、西は洛陽に至る路線（汴洛鉄路）として着工、1910年（宣統2年）に開通し、以後も引き続き開封、洛陽より東西両方向へ延伸した。東へは1916年（民国5年）に徐州まで、1925年（民国14年）に海州まで、1934年（民国23年）には連雲港まで開通。西へは1927年（民国16年）に霊宝まで、1935年（民国24年）に西安まで、1936年には宝鶏まで、1945年（民国34年）に天水まで開通している。1950年4月より天水～蘭州間（天水線）の建設を開始。留用した日本人技術者も動員して1953年7月に完成し、これにより隴海線全線が開通した。
1955年以降に相次いで鄭州、蘭州、西安、宝鶏等のターミナルの改修工事を開始。1956年～1970年に鄭州～宝鶏間の複線化工事が行なわれ、三門峡ダム建設に伴い一部区間の経路変更も行なわれた。1980年に宝鶏～商丘間が複線化された。現在全線複線、徐州～蘭州間については電化され、鄭西旅客専用線等の完成までは和諧号が投入されていた。
本路線の敷設には多大な困難が伴い、なかでも宝鶏～蘭州間は秦嶺山脈の六盤山を貫き、渭河峡谷の北岸にそって敷設され、地質、地形共に複雑で建設された鉄橋、トンネルは比較的多い。当線の開通は中国西部地区の開発に対し大きな意味を持つ。

## 接続路線
- 徐州駅：京滬線
- 商丘駅：京九線
- 鄭州駅：京広線
- 洛陽東駅：焦柳線（焦枝線）
- 華山駅：南同蒲線
- 西安駅：西康線・寧西線・包西線・候西線
- 咸陽駅：咸銅線
- 宝鶏駅：宝成線・宝中線
- 蘭州駅：蘭新線・包蘭線・蘭青線

## 主要駅一覧
連雲港東 - 連雲港 - 東海県 - 新沂 - 邳州 - 徐州 - 夾河寨 - 黄口 - 碭山 - 虞城県 - 商丘 - 民権 - 蘭考 - 開封 - 中牟 - 鄭州 - 鞏義 - 偃師 - 洛陽東 - 洛陽 - 澠池 - 三門峡 - 三門峡西 - 霊宝 - 潼関 - 華山 - 渭南 - 新豊鎮 - 西安 - 咸陽 - 興平 - 武功 - 楊陵鎮 - 蔡家坡 - 宝鶏 - 天水 - 甘谷 - 武山 - 隴西 - 定西 - 蘭州